# Comuna Covăsânț, Arad
Covăsânț este o comună în județul Arad, Crișana, România, formată numai din satul de reședință cu același nume.

## Geografie
Comuna Covăsânț este situată în Podgoria Aradului, la poalele Munților Zarand, pe canalul Matca, la 28 km de municipiul Arad.

## Demografie
Componența etnică a comunei Covăsânț
     Români (69,52%)
     Romi (24,36%)
     Necunoscut (5,13%)
     Altă etnie (0,97%)
Componența confesională a comunei Covăsânț
     Ortodocși (67,39%)
     Penticostali (17,64%)
     Baptiști (3,8%)
     Adventiști de ziua a șaptea (4,89%)
     Necunoscută (5,05%)
     Altă religie (1,2%)
Conform recensământului efectuat în 2011, populația comunei Covăsânț se ridică la 2.573 de locuitori, în scădere față de recensământul anterior din 2002, când se înregistraseră 2.659 de locuitori. Majoritatea locuitorilor sunt români (69,53%), cu o minoritate de romi (24,37%). Pentru 5,13% din populație, apartenența etnică nu este cunoscută.
Din punct de vedere confesional, majoritatea locuitorilor sunt ortodocși (67,39%), dar există și minorități de penticostali (17,64%), adventiști de ziua a șaptea (4,9%) și baptiști (3,81%). Pentru 5,05% din populație, nu este cunoscută apartenența confesională.

## Politică și administrație
Comuna Covăsânț este administrată de un primar și un consiliu local compus din 11 consilieri. Primarul, Marius Silviu Oneț[*], de la Partidul Național Liberal, este în funcție din iunie 2017. Începând cu alegerile locale din 2024, consiliul local are următoarea componență pe partide politice:
|  | Partid                    | Consilieri | Componența Consiliului | Componența Consiliului | Componența Consiliului | Componența Consiliului | Componența Consiliului | Componența Consiliului | Componența Consiliului |
|  | ------------------------- | ---------- | ---------------------- | ---------------------- | ---------------------- | ---------------------- | ---------------------- | ---------------------- | ---------------------- |
|  | Partidul Național Liberal | 7          |                        |                        |                        |                        |                        |                        |                        |
|  | Partidul Social Democrat  | 4          |                        |                        |                        |                        |                        |                        |                        |

## Istoric
Aici a mai fost descoperit un important tezaur, cu 300 monede romane, brățări, inele și alte obiecte din bronz.
Este atestat documentar în anul 1278, iar mărturii istorice despre acestă așezare se regăsesc în Monografia lui Alexandru Märky 1332, conform căreia „Covăsânțul este la poalele muntelui Macra”.
La 1333 este menționată Parohia și Biserica Ortodoxă a cărei ruină de turn s-a păstrat până astăzi.
Localitatea Covăsânț poartă urmele unei comunități care a trăit pe teritoriul său încă din epoca de piatră.
Este de remarcat preocuparea locuitorilor pentru cultivarea căpșunilor, în acestă localitate fiind cea mai mare suprafață cultivată cu căpșuni din județul Arad.

## Atracții turistice
- Cetatea Tornea
- Cetatea de pământ Hindec
- Turnul cu ruinele unei biserici ridicate în stil gotic, în secolului al XIV-lea

## Personalități
- Corneliu Micloși (1887-1963), inginer, membru titular al Academiei Române;
- Ioan Cure (1857 - 1937), preot, a luptat pentru drepturile nationale si a făcut parte din grupul Memorandiștilor;
- Iuliana Petrian (Schwartz), scriitoare.
- Petrică Pașca (n. 1951), taragotist